# Alan Silvestri
Alan Silvestri (New York, 26 maart 1950) is een Amerikaans componist van filmmuziek. Hij is het meest bekend met de muziek voor de televisieserie CHiPs en de films Back to the Future trilogie, The Bodyguard, Forrest Gump, The Mummy Returns, Cast Away, Lilo & Stitch, The Polar Express, de Night at the Museum trilogie, The Croods en de Marvel-films The Avengers, Avengers: Infinity War en Avengers: Endgame.

## Levensloop
Silvestri's grootouders emigreerden in 1909 van het Italiaanse Castell'Alfero naar Teaneck, New Jersey. Hij groeide op in Teaneck en ging naar de Teaneck High School. Hij studeerde vervolgens twee jaar aan het Berklee College of Music. Silvestri was voor zijn carrière als componist korte tijd drummer bij de rockband The Herd.
In 1972 componeerde hij op 21-jarige leeftijd zijn eerste muziek voor een film, met de low-budget actiefilm The Doberman Gang. Tussen 1978 en 1983 was Silvestri als belangrijkste componist verantwoordelijk voor de muziek van televisieserie CHiPs.
Silvestri langdurige samenwerking met filmregisseur Robert Zemeckis begon in 1984 met de film Romancing the Stone. Sindsdien componeerde Silvestri de muziek voor alle films van Zemeckis, waaronder de Back to the Future trilogie, Who Framed Roger Rabbit, Death Becomes Her, Forrest Gump, Contact, What Lies Beneath, Cast Away, The Polar Express, Beowulf, A Christmas Carol, Flight, The Walk, Allied, Welcome to Marwen, The Witches, Pinocchio en Here.
Hij ontving een Oscar-nominatie met beste filmmuziek voor Forrest Gump en met het beste filmlied voor "Believe", gezongen door Josh Groban in The Polar Express. Hij won een Grammy Award voor de muziek The Polar Express in de categorie 'Best Song Written for Motion Picture, Television or Other Visual Media' voor het lied "Believe". Met de documentaireserie Cosmos: A Spacetime Odyssey won hij in 2014 twee Emmy Awards in de categorie "Outstanding Original Main Title Theme Music" en "Outstanding Music Composition for a Series (Original Dramatic Score)".

### Privé
Silvestri woont samen met zijn vrouw in Carmel Valley Village en heeft een dochter en twee zonen.

## Filmografie
| Jaar | Titel                                          | Opmerkingen        |
| ---- | ---------------------------------------------- | ------------------ |
| 1972 | The Doberman Gang                              | met Bradford Craig |
| 1975 | Las Vegas Lady                                 |                    |
| 1976 | The Amazing Dobermans                          |                    |
| 1978 | The Fifth Floor                                |                    |
| 1983 | Tiger Man                                      |                    |
| 1984 | Romancing the Stone                            |                    |
| 1984 | Par où t'es rentré ? On t'a pas vu sortir      |                    |
| 1985 | Fandango                                       |                    |
| 1985 | Cat's Eye                                      |                    |
| 1985 | Back to the Future                             |                    |
| 1985 | Summer Rental                                  |                    |
| 1986 | The Clan of the Cave Bear                      |                    |
| 1986 | The Delta Force                                |                    |
| 1986 | American Anthem                                |                    |
| 1986 | Flight of the Navigator                        |                    |
| 1986 | No Mercy                                       |                    |
| 1987 | Critical Condition                             |                    |
| 1987 | Outrageous Fortune                             |                    |
| 1987 | Predator                                       |                    |
| 1987 | Overboard                                      |                    |
| 1988 | Who Framed Roger Rabbit                        |                    |
| 1988 | Mac and Me                                     |                    |
| 1988 | My Stepmother Is an Alien                      |                    |
| 1989 | She's Out of Control                           |                    |
| 1989 | The Abyss                                      |                    |
| 1989 | Back to the Future Part II                     |                    |
| 1990 | Downtown                                       |                    |
| 1990 | Back to the Future Part III                    |                    |
| 1990 | Young Guns II                                  |                    |
| 1990 | Predator 2                                     |                    |
| 1991 | Soapdish                                       |                    |
| 1991 | Dutch                                          |                    |
| 1991 | Ricochet                                       |                    |
| 1991 | Shattered                                      |                    |
| 1991 | Father of the Bride                            |                    |
| 1992 | Stop! Or My Mom Will Shoot                     |                    |
| 1992 | Ferngully: The Last Rain Forest                |                    |
| 1992 | Death Becomes Her                              |                    |
| 1992 | The Bodyguard                                  |                    |
| 1993 | Cop and a Half                                 |                    |
| 1993 | Sidekicks                                      |                    |
| 1993 | Super Mario Bros.                              |                    |
| 1993 | Judgment Night                                 |                    |
| 1993 | Grumpy Old Men                                 |                    |
| 1994 | Clean Slate                                    |                    |
| 1994 | Blown Away                                     |                    |
| 1994 | Forrest Gump                                   |                    |
| 1994 | Richie Rich                                    |                    |
| 1995 | The Quick and the Dead                         |                    |
| 1995 | The Perez Family                               |                    |
| 1995 | Judge Dredd                                    |                    |
| 1995 | Father of the Bride Part II                    |                    |
| 1995 | Grumpier Old Men                               |                    |
| 1996 | Sgt. Bilko                                     |                    |
| 1996 | Eraser                                         |                    |
| 1996 | The Long Kiss Goodnight                        |                    |
| 1997 | Fools Rush In                                  |                    |
| 1997 | Volcano                                        |                    |
| 1997 | Contact                                        |                    |
| 1997 | Mouse Hunt                                     |                    |
| 1998 | The Odd Couple II                              |                    |
| 1998 | The Parent Trap                                |                    |
| 1998 | Holy Man                                       |                    |
| 1998 | Practical Magic                                |                    |
| 1999 | Siegfried & Roy: The Magic Box                 |                    |
| 1999 | Stuart Little                                  |                    |
| 2000 | Reindeer Games                                 |                    |
| 2000 | What Lies Beneath                              |                    |
| 2000 | What Women Want                                |                    |
| 2000 | Cast Away                                      |                    |
| 2001 | The Mexican                                    |                    |
| 2001 | The Mummy Returns                              |                    |
| 2001 | Serendipity                                    |                    |
| 2002 | Showtime                                       |                    |
| 2002 | Lilo & Stitch                                  |                    |
| 2002 | Stuart Little 2                                |                    |
| 2002 | Maid in Manhattan                              |                    |
| 2003 | Identity                                       |                    |
| 2003 | Lara Croft Tomb Raider: The Cradle of Life     |                    |
| 2004 | Van Helsing                                    |                    |
| 2004 | The Polar Express                              |                    |
| 2006 | The Wild                                       |                    |
| 2006 | Night at the Museum                            |                    |
| 2007 | Beowulf                                        |                    |
| 2009 | Night at the Museum: Battle of the Smithsonian |                    |
| 2009 | G.I. Joe: The Rise of Cobra                    |                    |
| 2009 | A Christmas Carol                              |                    |
| 2010 | The A-Team                                     |                    |
| 2011 | Captain America: The First Avenger             |                    |
| 2012 | The Avengers                                   |                    |
| 2012 | Flight                                         |                    |
| 2013 | The Croods                                     |                    |
| 2013 | RED 2                                          |                    |
| 2014 | Night at the Museum: Secret of the Tomb        |                    |
| 2015 | The Walk                                       |                    |
| 2016 | Allied                                         |                    |
| 2018 | Ready Player One                               |                    |
| 2018 | Avengers: Infinity War                         |                    |
| 2018 | Welcome to Marwen                              |                    |
| 2019 | Avengers: Endgame                              |                    |
| 2020 | The Witches                                    |                    |
| 2022 | Pinocchio                                      |                    |
| 2024 | Here                                           |                    |

## Overige producties

### Computerspellen
| Jaar | Titel                      | Opmerkingen                                           |
| ---- | -------------------------- | ----------------------------------------------------- |
| 1990 | Bark to the Future Part II |                                                       |
| 2020 | Predator: Hunting Grounds  | met Otto Andelin, Mark Rutherford en Jamieson Trotter |

### Televisiefilms
| Jaar | Titel            | Opmerkingen      |
| ---- | ---------------- | ---------------- |
| 1992 | Two-Fisted Tales | segment "Yellow" |

### Televisieseries
| Jaar | Titel                | Opmerkingen |
| ---- | -------------------- | ----------- |
| 1978 | Starsky and Hutch    | 1978-1979   |
| 1978 | CHiPs                | 1978-1983   |
| 1983 | T.J. Hooker          |             |
| 1983 | Manimal              |             |
| 1986 | Amazing Stories      |             |
| 1989 | Tales from the Crypt | 1989-1995   |

### Documentaire series
| Jaar | Titel                       | Opmerkingen |
| ---- | --------------------------- | ----------- |
| 2014 | Cosmos: A Spacetime Odyssey |             |
| 2020 | Cosmos: Possible Worlds     |             |

## Prijzen en nominaties

### Academy Awards
| Jaar | Titel             | Categorie                    | Uitslag     |
| ---- | ----------------- | ---------------------------- | ----------- |
| 1995 | Forrest Gump      | Beste filmmuziek             | Genomineerd |
| 2005 | The Polar Express | Beste filmsong, voor Believe | Genomineerd |

### Golden Globe Awards
| Jaar | Titel             | Categorie                    | Uitslag     |
| ---- | ----------------- | ---------------------------- | ----------- |
| 1995 | Forrest Gump      | Beste filmmuziek             | Genomineerd |
| 2005 | The Polar Express | Beste filmsong, voor Believe | Genomineerd |

### Emmy Awards
| Jaar | Titel                       | Categorie | Uitslag  |
| ---- | --------------------------- | --- | -------- |
| 2014 | Cosmos: A Spacetime Odyssey | Beste titelmuziek                                                                                               | Gewonnen |
| 2014 | Cosmos: A Spacetime Odyssey | Beste compositie voor een televisieserie (originele dramatische muziek), afl. 1: "Standing Up in the Milky Way" | Gewonnen |

### Grammy Awards
| Jaar | Titel                   | Categorie                                                                                 | Uitslag     |
| ---- | ----------------------- | ----------------------------------------------------------------------------------------- | ----------- |
| 1986 | Back to the Future      | Beste album van muziek voor een film of televisiespecial                                  | Genomineerd |
| 1989 | Who Framed Roger Rabbit | Beste album van instrumentale achtergrondmuziek voor film of televisie                    | Genomineerd |
| 1995 | Forrest Gump            | Beste pop instrumentale performance, voor I'm Forrest... Forrest Gump (The Feather Theme) | Genomineerd |
| 2002 | Cast Away               | Beste instrumentale compositie, voor Cast Away - End Credits                              | Gewonnen    |
| 2006 | The Polar Express       | Beste song voor film, televisie of andere visuele media, voor Believe                     | Gewonnen    |
| 2019 | Avengers: Infinity War  | Beste instrumentale compositie, voor Infinity War                                         | Genomineerd |
| 2020 | Avengers: Endgame       | Beste partituur soundtrack voor visuele media                                             | Genomineerd |

## Hitlijsten

### Albums
| Album met hitnotering(en) in de Vlaamse Ultratop 200 albums | Datum van verschijnen | Datum van binnenkomst | Hoogste positie | Aantal weken | Opmerkingen |
| ----------------------------------------------------------- | --------------------- | --------------------- | --------------- | ------------ | ----------- |
| Avengers: Endgame                                           | 2019                  | 04-05-2019            | 179             | 1            | soundtrack  |

## Media
1. ↑  Filmmuziek uit The Mummy Returns door Banda sinfónica de la Ateneo Musical y de Enseñanza Banda Primitiva de Llíria o.l.v. Miguel Moreno Guna. Gearchiveerd op 18 september 2019.
2. ↑  Alan Silvestri Awards Geraadpleegd op 18 augustus 2013. Gearchiveerd op 8 oktober 2013.

- Biblioteca Nacional de España: XX1119206
- Bibliothèque nationale de France: cb13928896j (data)
- Gemeinsame Normdatei: 134522567
- International Standard Name Identifier: 0000 0001 2142 1574
- Library of Congress Control Number: n88646982
- Nationale Bibliotheek van Letland: 000315286
- MusicBrainz: f4c53778-e48d-4da4-9ddd-cc007f715d64
- Nationale Bibliotheek van Tsjechië: xx0034098
- Nationale Bibliotheek van Israël: 987007457441605171
- Nationale Bibliotheek van Polen: a0000001253459
- Nederlandse Thesaurus van Auteursnamen: 071436871
- SNAC: w63x8cvv
- Système universitaire de documentation: 05955715X
- Virtual International Authority File: 85511213
- WorldCat: E39PBJr7W7R6jxYqhFYdfkQcyd